# Ida Bender

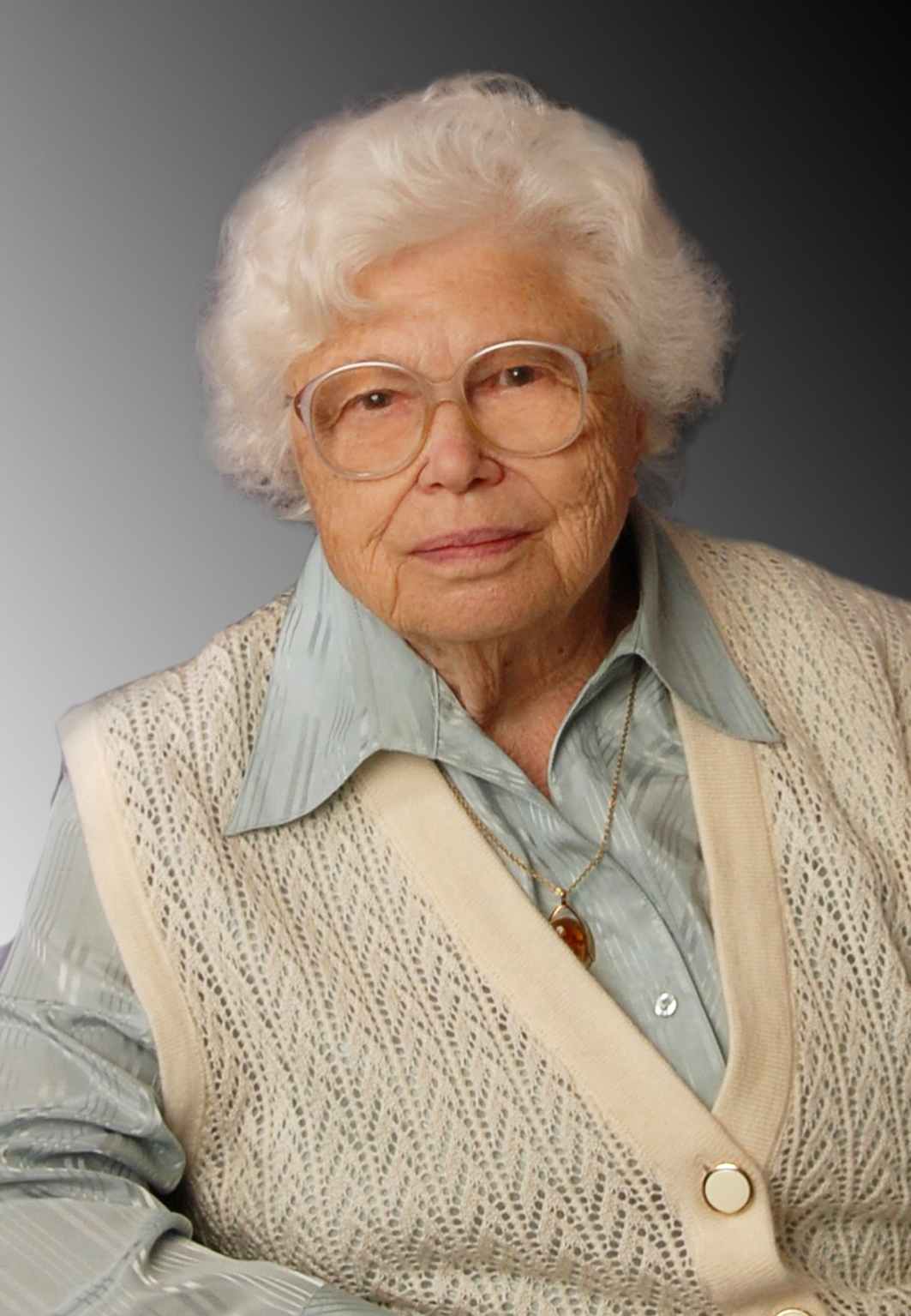
Ida Bender geb. Hollmann, Aufnahme 2010, Hamburg.

Ida Bender (* 18. Juni 1922 in Rothammel, russisch Ротгаммель auch: Памятное, Pamjatnoje, Wolgadeutsche Republik, heute eine Wüstung im Rajon Schirnowsk, Oblast Wolgograd, Russland, als Ida Hollmann; † 12. November 2012 in Hamburg) war eine russlanddeutsche Schriftstellerin und Mitglied des VS – Verband deutscher Schriftsteller.

## Leben
Ida Bender wurde im wolgadeutschen Dorf Rothammel (heute Pamjatnoje/Памятное) in die Familie eines Lehrers geboren. Ab 1932 lebte die Familie in Engels, wo ihr Vater Dominik Hollmann als Dozent (später auch Dekan der Fakultät für Deutsche Sprache und Literatur) der Deutschen Pädagogischen Hochschule zu Engels tätig war.
1940 absolvierte sie in Engels die Deutsche Musterschule Nr. 10 und begann ein Studium an der 1. Leningrader Pädagogischen Hochschule für Fremdsprachen, das durch ihre Deportation 1941 beendet wurde. In den folgenden Jahren leistete sie Trudarmeedienst am nördlichen Jenissej, wo sie als Fischerin, Holzfällerin, Treidlerin und Lastenträgerin eingesetzt wurde. Ab 1948 lebte sie mit ihrer Familie unter Kommandanturaufsicht im Nordural.
Als 1965 in Zelinograd (heute Astana) die deutschsprachige Zeitung Freundschaft gegründet wurde, wurde sie Übersetzerin und literarische Mitarbeiterin der Redaktion.
1973 zog sie nach Kamyschin an der Wolga, wo sie gemeinsam mit ihrem Vater sowie Viktor Herdt, dem Redakteur der Literaturabteilung der in Moskau erscheinenden Zeitschrift Neues Leben, den „Neues-Leben-Leserklub“ gründete – einen der ersten Kulturvereine der Russlanddeutschen in der UdSSR nach 1945.
Ihr ganzes Leben kämpfte sie unermüdlich für die Erhaltung der deutschen Muttersprache und Kultur in Russland und war eine aktive Mitstreiterin der Bewegung der Russlanddeutschen für die Wiederherstellung der Wolgadeutschen Republik.
1991 siedelte sie nach Deutschland über, wo sie mit ihren Vorträgen in verschiedenen Institutionen (Lionsklubs, Universitäten, Kirchengemeinden, Dienststellen des Deutschen Roten Kreuzes u. a.) über die Geschichte der russlanddeutschen Volksgruppe dazu beitrug, Vorurteile gegen Deutsche aus Russland abzubauen.
Ida Benders Hauptwerk ist der biographische Roman Schön ist die Jugend … bei frohen Zeiten (russischer Titel: „Сага о немцах моих российских“, „Saga über meine Russlanddeutsche“), in dem sie am Beispiel ihrer eigenen Familie die Geschichte der Russlanddeutschen von den ersten deutschen Kolonisten an der unteren Wolga im 18. Jahrhundert bis zur Rückkehr nach Deutschland 1991 beschreibt. Leser des Buches bezeichneten es als eine Enzyklopädie und Chronik des russlanddeutschen Volkes.
Ida Bender starb am 12. November 2012 im Alter von 90 Jahren in Hamburg.

## Hauptwerke
- The Dark Abyss of Exile:A Story of Survival. Germans from Russia Heritage Collection NDSU, North Dakota State University Libraries, Fargo, North Dakota 2000, ISBN 1-891193-11-2 (englisch).
- Schön ist die Jugend … bei frohen Zeiten. Biografischer Roman, 2010, Geest, Vechta, ISBN 978-3-86685-195-5.
- Schön ist die Jugend … bei frohen Zeiten. Saga über meine Russlanddeutsche, erweiterte und korrigierte Ausgabe, 2023, Books on Demand, ISBN 9783758309311 Hardcover, ISBN 9783758309397 Paperback, ISBN 9783758390869 E-Book.
- „Сага о немцах моих российских“ (Saga o nemcach moich rossijskich), Verlag “Deutsche aus Russland”,–  Oerlinghausen 2013, ISBN 978-3-9814966-1-1 (russisch).